# Valentina Šušolová
Valentina Šušolová (* 1. November 1995) ist eine slowakische Fußballspielerin.

## Karriere

### Vereine
Šušolová kam das erste Mal im Seniorinnenbereich in der Saison 2015/16 für Slavia Prag in der I. liga žen, der höchsten Spielklasse im tschechischen Frauenfußball, zu Punktspielen. Mi der Mannschaft gewann sie am Saisonende das Double (Meisterschaft und Vereinspokal). Anschließend spielte sie in der Saison 2016/17 für den Ligakonkurrenten Slovan Liberec, wobei ihr Pflichtspieldebüt zum Saisonstart am 13. August im Auswärtsspiel gegen ihren ehemaligen Verein mit 0:9 deutlich getrübt war. Am Saisonende in die Hauptstadt zurückgekehrt, spielte sie von 2017 bis 2019 ein zweites Mal für Slavia Prag. Seit der Saison 2019/20 ist sie nunmehr ein zweites Mal für Slovan Liberec tätig.

### Nationalmannschaft
Als Nationalspielerin für den SFZ debütierte sie in der U19-Nationalmannschaft am 20. Oktober 2012 bei der 0:4-Niederlage gegen die U19-Nationalmannschaft Islands mit dem ersten Spiel der ersten Qualifikationsrunde für die vom 19. bis zum bis 31. August 2013 in Wales vorgesehenen Europameisterschaft. In den beiden weiteren EM-Qualifikationsspielen (0:5 vs. Dänemark am 22. Oktober, 1:1 vs. Moldawien am 25. Oktober) wurde sie ebenfalls eingesetzt und erzielte im letzten mit dem Treffer zur 1:0-Führung ihr erstes Länderspieltor.
Für die A-Nationalmannschaft bestritt sie in neun Jahren 51 Länderspiele. Ihr Debüt gab sie am 3. August 2015 in Balatonfüred beim 1:0-Finalsieg über die Nationalmannschaft Polens im Turnier um den Balaton-Cup. Sie kam u. a. am 1. Dezember 2015 in Orhei beim 4:0-Sieg über die Nationalmannschaft Moldaus im dritten Spiel der EM-Qualifikationsgruppe 4 zum Einsatz, in dem sie für Mária Mikolajová in der 71. Minute eingewechselt wurde. Auch im darauf folgenden Spiel, bei der 0:3-Niederlage gegen die Nationalmannschaft Schwedens am 8. April 2016 in Poprad, wurde sie ab der 76. Minute für Monika Matysová berücksichtigt. Im selben Spieljahr kam sie auch in allen drei Spielen im Turnier um den Istrien-Cup auf der kroatischen Halbinsel Istrien zum Einsatz.
Am 8. März 2017 gehörte sie der Mannschaft an, die das Finale im Turnier um den Istrien-Cup in Umag mit 2:0 gegen die Nationalmannschaft Bosnien-Herzegowinas gewann. Am 6. April 2017 wirkte sie in einem Freundschaftsspiel mit; in Senec wurde dieses mit 0:2 gegen die Nationalmannschaft Islands verloren.
Nachdem sie in den ersten drei Spielen der WM-Qualifikationsgruppe 3 eingesetzt worden war, kam sie auch in den ersten beiden Spielen der Gruppe C bei der Teilnahme ihrer Mannschaft am Turnier um den Zypern-Cup 2018 zum Einsatz, bevor sie mit den letzten vier Spielen der WM-Qualifikationsgruppe 3 diese mit ihrer Mannschaft als Letztplatzierter abschloss.
Im Spieljahr 2019 war sie mit ihrer Mannschaft ein weiteres Mal im Turnier um den Zypern-Cup vertreten und bestritt mit dem ersten und dritten Spiel der Gruppe C sowie mit dem Spiel um Platz 11, das am 6. März in Paralimni mit 2:3 gegen die Nationalmannschaft Ungarns verloren wurde. In zwei mit jeweils 0:1 verlorenen Länderspielen am 9. April in Winterthur gegen die Schweizer Nationalmannschaft (in Freundschaft) und am 2. September in Reykjavík gegen die Nationalmannschaft Islands (1. Spiel der EM-Qualifikationsgruppe F) und einem 1:1-Unentschieden gegen die Nationalmannschaft Österreichs am 17. Juni in Maria Enzersdorf beendete sie ihr Länderspieljahr.
Erst am 10. Juni 2021 gehörte sie der A-Nationalmannschaft erneut und über 90 Minuten lang an, mit der sie das in Senec ausgetragene Freundschaftsspiel gegen die Nationalmannschaft Chiles mit 1:0 gewann, es war das erste Aufeinandertreffen mit dieser und zugleich einer südamerikanischen Nationalmannschaft. Mit dem vorletzten Spiel der WM-Qualifikationsgruppe A (4:0 vs. Georgien am 1. September 20222 in Gori) kam sie einzig im Spieljahr 2022 zu einem A-Länderspiel. Im Spieljahr 2023 bestritt sie in vier A-Länderspielen eingesetzt. Am 17. und 21. Februar kam sie in Side und Belek in der Türkei zu zwei in Freundschaft ausgetragenen Spielen (0:3 vs. Marokko, 1:1 vs. Serbien) zum Einsatz, wie auch am 10. April in Senec bei der 0:2-Niederlage gegen die Nationalmannschaft Finnlands, auf die sie auch am 22. September in Turku bei der 0:4-Niederlage im Premierenspiel im Wettbewerb der Nations League in der Gruppe B2 traf.

## Erfolge
Nationalmannschaft
- Istrien-Cup-Sieger 2017
- Balaton-Cup-Sieger 2015

Slavia Prag
- Tschechischer Meister 2016
- Tschechischer Pokal-Sieger 2016